# Disciplina arcani

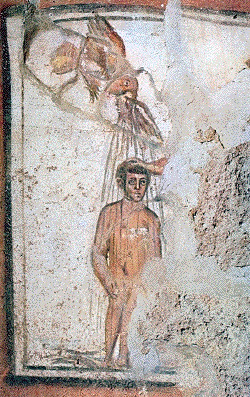
Representación del bautismo, pintura al fresco en las catacumbas de los Santos Marcelino y Pedro, Via Labicana, Roma..

La disciplina arcani (en latín "disciplina del secreto" o "disciplina del arcano") fue una costumbre cristiana que prevaleció en los siglos IV y V, mediante la cual se ocultaba el conocimiento de ciertas doctrinas y ritos a los no creyentes e incluso a aquellos que estaban en el período de instrucción en la fe. De este modo se aprendían las enseñanzas de manera graduada y se evitaba el riesgo de adoptar ideas heréticas o de usar las creencias cristianas para fines mágicos.

## Historiografía
El término disciplina arcani no es antiguo. Fue acuñado por el escritor calvinista Jean Daillé en el siglo XVII. El concepto, sin embargo, fue propuesto por primera vez por otro calvinista, Isaac Casaubon, en 1614 como una forma de explicar la ausencia de ciertas doctrinas en los primeros escritos cristianos. En su opinión, los Padres de la Iglesia estaban imitando las religiones mistéricas grecorromanas. Daillé sostuvo que el propósito de la disciplina era aumentar la reverencia por los sacramentos. El teólogo católico Emmanuel Schelstrate, sin embargo, rechazó la opinión de Casaubon de que le debía algo a las religiones de misterio. Creía que había sido enseñado por Jesús y practicado por los Apóstoles. Este autor explicaba la ausencia de referencias patrísticas a ciertos dogmas católicos como el sacrificio de la Misa, la transustanciación y el culto de los santos recurriendo a la disciplina arcani.

## Historia
En el siglo II, los cristianos comunicaban libremente la existencia de ritos como el bautismo y la eucaristía en sus polémicas con los paganos. Justino Mártir, por ejemplo, hablaba sin reservas a su audiencia no cristiana acerca del rito de la Eucaristía. Parece, pues, que la disciplina arcani comenzó a surgir en el siglo III. Algunos han sugerido a Tertuliano como el primer testigo de esta práctica, aunque estudiosos recientes han señalado otros pasajes de este autor que parecen indicar que las enseñanzas cristianas seguían siendo públicas. 

Posteriormente, a mediados del siglo III, Orígenes abordó las polémicas contra el cristianismo del pagano Celso en su Contra Celsum. Celso había acusado al cristianismo de ser una religión secreta, a lo que Orígenes respondió que si bien las doctrinas prominentes del cristianismo son bien conocidas en todo el mundo, hay algunos elementos que deben conservarse dentro del grupo de los fieles. Por la misma época, Hipólito de Roma escribió al final de su reseña del rito del bautismo:

"Si es necesario explicar algo, que el obispo hable en privado con los que han recibido el bautismo. A los que no son cristianos no se les dice a menos que primero reciban el bautismo. Esta es la piedra blanca de la que habló Juan; "En ella está escrito un nombre nuevo que nadie conoce excepto el que recibe la piedra."
(Ap. 23:14)

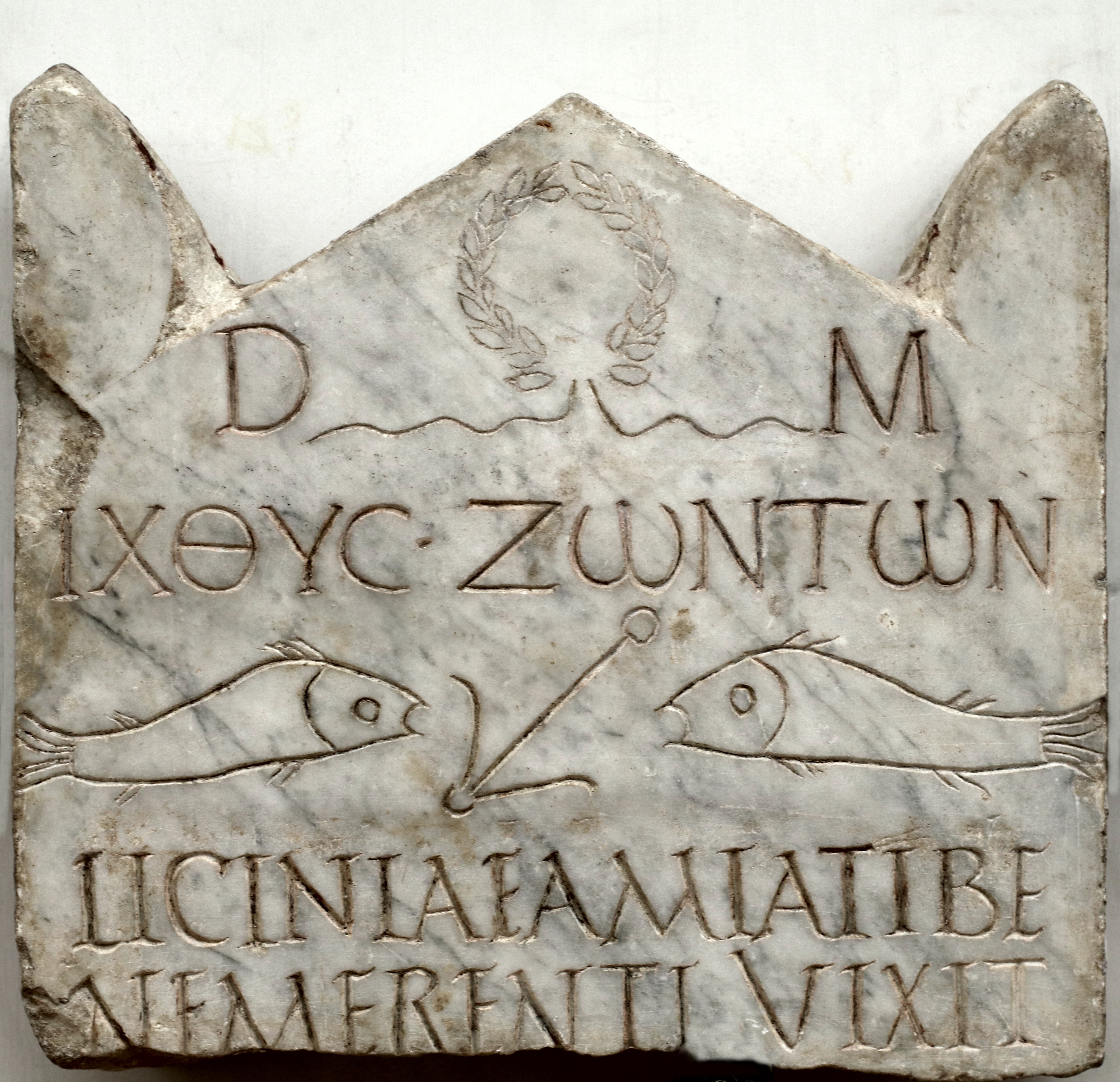
Estela funeraria de mármol de Licinia Amia, del siglo III, procedente de la necrópolis Vaticana. Se trata de una de las más antiguas inscripciones cristianas, pertenencia que puede establecerse por el uso de simbología esotérica vinculada a la disciplina arcani. Inscripción: D(iis) M(anibus) / ΙΧΘΥC ΖΩΝΤΩΝ / LICINIAE AMIATI BE/NEMERENTI VIXIT/------. "A los Dioses Manes. Pez de los vivientes (en griego). Licinia Amia benemérita vivió..." Dos peces que aluden al acrónimo Ichthys (en griego: Jesús, hijo de Dios, Salvador) y un ancla como símbolo de certeza y firmeza en la fe.

Hacia el siglo IV y la primera mitad del siglo V, la práctica de la disciplina arcani se había vuelto universal y está atestiguada en Roma (en los escritos de Ambrosio), Jerusalén (en los escritos de Cirilo y Egeria) y demás regiones del Imperio. Existe evidencia de que los cristianos tuvieron cuidado de ocultar a los catecúmenos, miembros de la iglesia que aún no habían sido bautizados, la celebración de algunos rituales y la revelación de ciertas enseñanzas; sobre la todo la liturgia eucarística. En efecto, la celebración cristiana se dividía en Misa de los Catecúmenos y Misa de los Fieles; al finalizar la primera el diácono anunciaba: "¡Las puertas, las puertas!" para indicar que se debían cerrar y vigilar los accesos a la nave donde se encontraban los bautizados, para evitar la presencia de los catecúmenos y neófitos. Entre las razones para esta práctica se cuentan la precaución contra un uso mágico de los ritos, la protección de los mismos del menosprecio de los no preparados y la necesidad de que el proceso de ingreso a la comunidad cristiana fuese progresivo para indicar su importancia. Además, por supuesto, de que la concepción contemporánea de lo sagrado incluía la idea de que no puede ser accesible a todos. En el siglo VI la práctica había desaparecido.